# Kleština

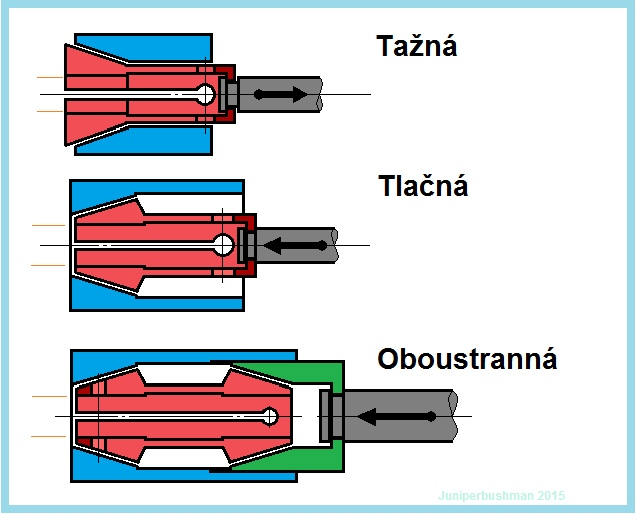
Druhy svěrných kleštin

Upínací kleština je strojní prvek, sloužící k upnutí nástrojů s válcovou stopkou o daném jednotném průměru nebo k upínání tyčového materiálu zejména na soustruhu. K upínání různých průměrů slouží sklíčidlo.

## Funkce
Kleština (neboli „kleštinové pouzdro“) je těleso s vnější kuželovou plochou, které je podélně rozříznuté tak, aby při zasouvání do vnitřní kuželové plochy stejné kuželovitosti se svíralo a upnulo tak upínané těleso. Výhodou je podstatně jednodušší a tužší konstrukce než konstrukce čelisťového sklíčidla, z čehož plyne dlouhodobě stabilní přesnost. Nevýhodou je malý rozsah upínání a tím i zvýšený nárok na přesnost upínané plochy.
Axiální síla k sevření kleštiny se vyvozuje obvykle pomocí závitu převlečné matice, což zaručuje samosvornost upnutí. U přípravků je možno použít hydraulický nebo pneumatický válec k otevření kleštiny, když sevření je zaručeno tlakem pružiny.

## Druhy kleštin
podle určení:
- k upínání nástrojů – kleštinové hlavy, kleštinová sklíčidla
- k upínání obrobků – na soustruzích (hlavně revolverových a automatech), na bruskách a jako součást upínacích přípravků
- podávací – součásti podavačů na automatech obráběcích, ale i tvářecích aj., mohou být i odlišné konstrukce než upínací

podle konstrukčního uspořádaní:
- tažné – kužel pouzdra je vtahován do tělesa
- tlačné – kužel pouzdra je vtlačován do tělesa
- oboustranné – pouzdro má kužele na obou koncích, nejčastější provedení u kleštinových sklíčidel
- rozpínací – k upínání za otvor, kuželový trn je vtlačován do rozříznutého pouzdra, využívá se u přípravků

## Použití
Upínání nástrojů (fréz, brusných kotoučků) do mikrofrézek (zubní, modelářská), přímých fréz (fortunek), stolařských horních i spodních fréz. Pro spolehlivost a vysokou přesnost jsou kleštiny vhodné k upínání nástrojů na rychloběžných strojích.